# D (인권운동가)
D는 대한민국의 페미니스트이자 인권활동가이다. 트위터 닉네임 '마녀'로 활동할 때 성범죄 재판에 대해 기록을 하며 널리 알려진 인물이다. 2020년부터는 트위터 닉네임 'D'로 활동하고 있다.

## 생애
2010년 지인의 성폭력과 스토킹으로 인해  2013년까지 3년간 법적 투쟁을 진행 하였다.
이를 계기로 성범죄 피해자들이 고군분투하기보다 사회적 지원을 받기를 바라는 마음에서 2017년부터 도움을 주기 시작했다. 이때 여성피해자들에게 여러 경로를 통한 지원으로 판결을 유리하게 이끌 수 있었다.또한 성범죄 피해자들에 대한 연대의 표시로 재판 방청을 하고 그것에 대한 분석과 평가를 트위터에 기록해 나갔다. 2020년부터는 재판 방청 운동을 주도하며 활발한 활동을 하고 있다.
2023년부터 한겨레21에서 프로젝트 '너머n'을 시작하며 스토킹 범죄, 성범죄 등 여성에게 주로 일어나는 범죄에 대한 사법계의 대응을 비판하고 있으며,2024년에는 한겨레21에 한국형 인셀에 대해서 기고를 했다.

## 같이 보기
- 프로젝트 리셋
- 여성의당[9]